# Metropolitana di Xiamen
La metropolitana di Xiamen è la metropolitana che serve la città cinese di Xiamen.

## Storia
La prima tratta della metropolitana, lunga 30,3 km e comprendente 24 stazioni, venne attivata il 31 dicembre 2017.

### Progetti
Sono in costruzione ulteriori tratte.